# The Jungle Captive
Pour plus de détails, voir Fiche technique et Distribution.
The Jungle Captive est un film américain réalisé par Harold Young, sorti en 1945.

## Synopsis
Paula Dupree, une femme singe, est ramenée à la vie par un savant fou aidée par son assistante défigurée, qui a kidnapper une jeune femme afin d'avoir une donneuse de sang.

## Fiche technique
- Titre : The Jungle Captive
- Réalisation : Harold Young
- Scénario : Dwight V. Babcock et M. Coates Webster
- Photographie : Maury Gertsman
- Société de production : Universal Pictures
- Pays d'origine : États-Unis
- Format : Noir et blanc - 1,37:1 - Mono
- Genre : horreur
- Date de sortie : 
  - États-Unis : 29 juin 1945

## Distribution
- Otto Kruger : Dr. Stendahl
- Vicky Lane : Paula Dupree, la femme gorille
- Amelita Ward : Ann Forrester
- Phil Brown : Don Young
- Jerome Cowan : Détective W.L. Harrigan
- Rondo Hatton : Moloch
- Ernie Adams : Jim
- Charles Wagenheim : Fred